# Któż jak Bóg
Któż jak Bóg – polski dwumiesięcznik o tematyce religijnej wydawany przez Towarzystwo Powściągliwość i Praca przy współpracy Zgromadzenia Świętego Michała Archanioła.

## Historia czasopisma
Któż jak Bóg to czasopismo o tematyce anielskiej i życiu duchowym: angelologii, duchowości, biblistyce, kulturze i sztuce. Dwumiesięcznik zaczął ukazywać się w styczniu 1993 roku, po decyzji kapituły generalnej księży michalitów z 1992 roku o powstaniu nowego czasopisma. Pierwszym redaktorem naczelnym został ks. Marian Polak CSMA.
Od 2004 do 2024 roku redaktorem naczelnym czasopisma był ks. Piotr Prusakiewicz CSMA, a zastępcą redaktora naczelnego – ks. Mateusz Szerszeń CSMA. W 2018 roku dwumiesięcznik został laureatem nagrody Małego Feniksa. W 2024 roku ks. Mateusz Szerszeń objął funkcję redaktora naczelnego.
Czasopismo poświęcone jest głównie tematyce związanej z aniołami. Prezentuje artykuły i świadectwa związków aniołów z ludźmi oraz tego, jak anioły służą w wypełnianiu Bożych zamiarów. Porusza także tematy związane z prowadzaniem życia duchowego, modlitwą, kierownictwem duchowym, egzegezą biblijną, demonologią, historią Kościoła i kultem aniołów. Nazwa czasopisma nawiązuje do osoby św. Michała Archanioła.
W czasopiśmie swoje stałe rubryki posiadają:
- ks. Mateusz Szerszeń CSMA: Poznaj św. Michała
- ks. Edward Staniek: W blasku prawdy objawionej
- ks. Henryk Skoczylas CSMA: Psałterz – księga modlitwy i życia
- Herbert Oleschko: W anielskim kręgu
- Tomasz Powyszyński: Z notatnika grzesznika
- ks. Wojciech Węgrzyniak: Refleksje kapłana
- ks. Michał Lubowicki: Zobaczyć anioła
- Roman Zając: Biblista odpowiada
- ks. Zbigniew Baran CSMA: Egzorcysta odpowiada

Redakcja dwumiesięcznika prowadzi w serwisie YouTube kanał o tej samej nazwie.